# Tuvalu Sports Ground
Tuvalu Sports Ground là một sân vận động đa năng ở Funafuti, Tuvalu. Sân hiện được sử dụng chủ yếu cho các trận đấu bóng đá và rugby. Sân vận động có sức chứa 1.500 người. Đây là sân vận động duy nhất ở Tuvalu, do đó tất cả các giải đấu bóng đá đều được diễn ra tại sân vận động: A-Division; Cúp Độc lập; Cúp NBT; Đại hội Thể thao Tuvalu cũng như Cúp Giáng sinh. Đội tuyển bóng đá quốc gia Tuvalu sử dụng sân cho các trận đấu trên sân nhà và tập luyện.
Hệ thống quy mô lớn đầu tiên cho năng lượng tái tạo ở Tuvalu là lắp đặt bảng điều khiển năng lượng mặt trời 40 kW trên mái che của khán đài Tuvalu Sports Ground. Hệ thống năng lượng mặt trời 40 kW nối lưới này được lắp đặt vào năm 2008 bởi E8 và Chính phủ Nhật Bản thông qua Công ty Điện lực Kansai (Nhật Bản) và đóng góp 1% sản lượng điện cho Funafuti. Các kế hoạch trong tương lai bao gồm mở rộng công suất của hệ thống này lên 60 kW.

## Thông tin sân vận động

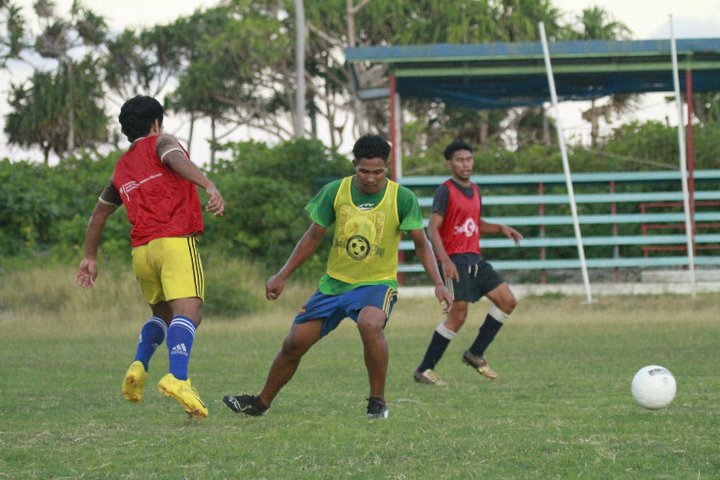
Các cầu thủ đang tập luyện tại Tuvalu Sports Ground

Các hòn đảo của Tuvalu là những đảo san hô hẹp bao gồm san hô, do đó một sân bóng đá chỉ có thể nằm ở phần rộng nhất của hòn đảo chính, Funafuti.
Sân bóng đá ở Tuvalu được xây dựng trên nền san hô, với đất sét của sông được vận chuyển từ Fiji để tạo bề mặt cho cỏ mọc trên đó. Điều này đã cải thiện tình trạng sân bóng đá mặc dù bề mặt vẫn cứng và không đồng đều, bằng phẳng.
Các cầu thủ Tuvalu có kỹ thuật mạnh mẽ và có khả năng kiểm soát bóng trên mặt sân cứng của Tuvalu Sports Ground.
Hiệp hội bóng đá quốc gia Tuvalu đã có nguyện vọng trở thành thành viên của FIFA từ năm 1987. Tuy nhiên, việc thiếu cơ sở vật chất dành cho bóng đá ở Tuvalu là một trở ngại lớn cho việc gia nhập FIFA. Tuvalu Sports Ground không phải là sân vận động thích hợp để tổ chức các trận đấu quốc tế vì Tuvalu không có bất kỳ sân tập hay khách sạn nào cho các đội và cổ động viên đến ở lại.